# Иновация
Иновация (на латински: novatio) е нововъведение или подобряващо изменение в даден процес или дори явление, с което то се различава и/или отличава от неговото първоначално състояние . Според една друга дефиниция това е прилагането на нови научни и технологични идеи, процеси, продукти, стоки и услуги, както и технологични практики в научната сфера или за бизнеса, по повече или по-малко комерсиален начин, като това е основано на (ново) приложение на науката и/или техниката.
Терминът иновация произлиза от латинското „novatio“  или Innovatio  означава непознато досега научно нововъведение, „по посока на новото изменение“. Самото понятие innovation се появява за първи път в научни изследвания през 19 в. Нов живот понятието получава в началото на 20 в. в научните трудове на австрийския икономист Шумпетер, който посочва, че производствата и индустриите трябва често да революционизират научно технологичния процес, за да постигнат ефективност на процесите и продукцията, той описва базовите процеси на иновативни нововъведения като поне или най-малкото „създаване на нови комбинации“, което е в основата на иновацията и по-натък изменения в технологичния процес, с цел развитието на пазара и производството като цяло. Според Йозеф Шумпетер под понятието иновация се разбира изменение и подобрение с цел икономическо развите, внедряването и използването нови видове технологии, потребителски стоки, а също нови производствени средства, подобрение на транспортните средства, създаването на иновационно базирани нови пазари, както и съответните им форми на организация в бизнеса и производството. Като резултат от иновационния процес е създаването на нови технологични процеси и достижения, а също нови (софтуерни) продукти, продукти и услуги, и съответните форми на организация и технологични процеси.